# Орлова, Мария Андреевна
Мария Андреевна Орлова (23 января 1903 — 5 февраля 1984) — передовик советского сельского хозяйства, доярка племенного молочного совхоза «Караваево» Министерства совхозов СССР, Костромского района Костромской области, Герой Социалистического Труда (1950).

## Биография
Родилась в 1903 году в деревне Гридино (ныне — Костромского района Костромской области) в крестьянской семье.
В 1928 году вместе с супругом переехали на постоянное место жительство в село Караваево, трудоустроилась дояркой. В 1930 году была выведена новая порода коров, известная сейчас как «костромская». Племенной молочный совхоз «Караваево» начал активно участвовать в процессе селекции. Грамотный подход к работе с животными принёс свои результаты по надою молока от этой новой породы коров.
Во время Великой Отечественной войны животноводы продолжали работать со стадом. Делали всё возможное чтобы сохранить новую породу. В 1944 году порода была утверждена как «костромская».
По итогам работы в 1948 году от каждой закреплённой коровы было получено по 4561 килограмм молока. В 1949 году было получено 5978 килограмм молока.
Указом Президиума Верховного Совета СССР от 16 октября 1950 года за получение высоких результатов в сельском хозяйстве и рекордные показатели в животноводстве Марии Андреевне Орловой было присвоено звание Героя Социалистического Труда с вручением ордена Ленина и медали «Серп и Молот».
Продолжала и дальше трудиться в сельском хозяйстве.
Умерла 5 февраля 1984 года.

## Награды
За трудовые успехи была удостоена:
- золотая звезда «Серп и Молот» (16.10.1950)
- орден Ленина (16.10.1950)
- Два ордена Трудового Красного Знамени (25.08.1948, 12.07.1949)
- другие медали.